# Eduardo Pardo de Guevara y Valdés
Eduardo José Pardo de Guevara y Valdés (Puenteceso, provincia de La Coruña, 14 de septiembre de 1952) es un historiador y genealogista español, especializado en el estudio de la nobleza bajomedieval gallega y profesor de investigación del Consejo Superior de Investigaciones Científicas. Desde 1994 hasta 2022 fue director del Instituto de Estudios Gallegos Padre Sarmiento (IEGPS) y entre 2012 y 2019 fue delegado y coordinador institucional del CSIC en Galicia. Actualmente es Profesor vinculado ad honorem en el IEGPS. 

## Trayectoria
Estudió en Guadalajara, Jaén y Madrid, y cursó Filosofía y Letras (1978) en la Universidad Complutense de Madrid, donde se doctoró en 1984 en Historia Medieval.
Fue becario posdoctoral en el Instituto “Jerónimo Zurita” y en el Centro de Estudios Históricos, ambos del Consejo Superior de Investigaciones Científicas, y profesor durante varios años (catedrático interino primero y profesor asociado después) en la cátedra de Paleografía y Diplomática en la Universidad Complutense.
Tras su incorporación al Consejo Superior de Investigaciones Científicas en 1988, fue destinado como Colaborador Científico a la Institución Milá i Fontanals, de Barcelona, (1989-1990) y más tarde al Instituto de Historia, de Madrid (1990-1994). En 1994 se incorporó al Instituto de Estudios Gallegos Padre Sarmiento, de Santiago de Compostela, en calidad de Científico Titular, ascendiendo a Investigador Científico en 2002 y a Profesor de Investigación en 2008.
Fue profesor de investigación del Consejo Superior de Investigaciones Científicas, director del Instituto de Estudios Gallegos Padre Sarmiento, vicepresidente de la Comisión de Heráldica de la Junta de Galicia, vicepresidente del Comité Español de Ciencias Históricas, presidente del Instituto Internacional de Genealogía y Heráldica, vicepresidente académico de la Confederación Iberoamericana de Genealogía y Heráldica, miembro del Consello da Cultura Galega, miembro de la Real Academia Matritense de Heráldica y Genealogía, académico correspondiente, desde 1993, de la Real Academia de la Historia, por la provincia de Lugo, académico de Número de la Académie Internationale d'Héraldique y de la Académie Internationale de Généalogie o académico correspondiente de la Real Academia Hispano Americana de Ciencias, Artes y Letras, de Cádiz, además de pertenecer a otras instituciones o corporaciones académicas europeas y americanas.
Ha sido director de la revista Cuadernos de Estudios Gallegos y de sus dos series, Anejos y Monografías, del Instituto de Estudios Gallegos "Padre Sarmiento" (1995-2018). Actualmente es director de la serie bibliográfica Anejos de Cuadernos de Estudios Gallegos (2020-2023).
Es miembro de los comités asesores de varias revistas científicas españolas y director, además, de la colección "Galicia Histórica", editada por la Fundación Pedro Barrié de la Maza.
Entre 2012 y 2019 fue delegado y coordinador institucional del CSIC en Galicia.
Entre los premios recibidos destacan el Máster de Oro del Fórum de Alta Dirección (Madrid, 1997), el Premio internacional “Dalmiro de la Válgoma” de la Confédération Internationale de Généalogie et d’Héraldique (Turin, 1997) y el Premio Faustino Menéndez Pidal de Navascués 2021, por su labor científica en las ciencias documentales de la Historia. Es, además, Gran Oficial de la Orden al Mérito Melitense (2000) y Comendador de la Real Orden de Isabel la Católica (2004). También ha sido distinguido con el premio Gallego del Año en 2012  y con el Premio de la Cultura Gallega 2023 que concede la Xunta de Galicia en la categoría de "Patrimonio cultural".

## Líneas de investigación
Sus líneas de investigación se centran en el ámbito de la Historia de la Baja Edad Media, y, de manera más específica, en la historia social del poder (historia política y social de los grupos de poder en Galicia), cultivando también los estudios de Genealogía y Heráldica medievales.
Ha sido investigador principal de más de una veintena de proyectos competitivos y de contratos de investigación en el ámbito de su especialidad. Entre ellos cabe destacar el Inventario documental e gráfico de las fortalezas medievales de Galicia, iniciado en 1995, así como el Diccionario biográfico de la Galicia de los Trastámara (1350‑1483), puesto en marcha en el año 2000, con el patrocinio de la Fundación Barrié de la Maza, o el Corpus de Epigrafía, Heráldica y escultura funeraria medieval de Galicia, iniciado a su vez en el año 2002. También destacan en los últimos años dos proyectos sobre Mulleres con poder ao final da Idade Media, financiados por la Secretaría General de Igualdad, de la Junta de Galicia en 2010 y 2011, y otros dos sobre Linaje, parentela y poder: la nobleza nobiliaria gallega (siglos XIII al XV), del Plan Nacional de I+D, entre 2011 y 2018.

## Publicaciones destacadas

### Monografías
El testamento del Mariscal Pardo de Cela (Noticia del hallazgo y edición documental), Santiago de Compostela, Instituto de Estudios Gallegos Padre Sarmiento, Consejo Superior de Investigaciones Científicas, 2020.
Parentesco e identidad en la Galicia bajomedieval. Linajes, costumbres onomásticas y armerías, Santiago de Compostela, Cuerpo de la Nobleza del Antiguo Reino de Galicia, 2016.
De linajes, parentelas y redes de poder al fin de la Edad Media. Aportaciones a la historia social del poder en Galicia al fin de la Edad Media, Madrid, Fundación Cultural de la Nobleza Española, 2012.
Don Pedro Álvarez Osorio. Un noble berciano del siglo XV, Ponferrada, Fundación Pedro Álvarez Osorio, 2008. 
Emblemas municipais de Galicia aprobados entre os anos 1994 e 2004, Santiago de Compostela, 2008, edición en CD. 
El Instituto de Estudios Gallegos "Padre Sarmiento". Sesenta años al servicio de Galicia (1944-2004), Santiago de Compostela, Instituto de Estudios Gallegos Padre Sarmiento (CSIC-Junta de Galicia), 2005, edición en castellano y en gallego.
El linaje de Miguel de Cervantes Saavedra. Noticias y vicisitudes, Conmemoración del V Centenario de la edición del Quijote, Cervantes, Concello de Cervantes, 2005. 
Escudos y banderas municipales de Galicia, Santiago de Compostela, Xunta de Galicia, 2005, edición en CD. 
Emblemas municipais de Galicia. Vol. II. Expedientes de escudos e bandeiras aprobados nos anos 1998 a 2002, Santiago de Compostela, Xunta de Galicia, 2003. 
Fr. Martín Sarmiento. El amador de la Verdad, La Coruña, Instituto de Estudios Gallegos Padre Sarmiento, Deputación Provincial da Coruña, 2002. 
Los señores de Galicia. Tenentes y condes de Lemos en la Edad Media, A Coruña, Fundación Pedro Barrié de la Maza, 2000, 2 vols.
Manual de heráldica española, Madrid, Edimat Libros, 2000.
Emblemas municipais de Galicia. Vol. I. Expedientes de escudos e bandeiras aprobados nos anos 1994 a 1997, Santiago de Compostela, Xunta de Galicia, 1999.
Don Pedro Fernández de Castro, VII conde de Lemos (1576-1622), Santiago de Compostela, Xunta de Galicia, 1997, 2 vols. [Vol. 1. Estudio histórico; Vol. 2. Colección documental].
Palos, fajas y jaqueles. La fusión de armerías en Galicia durante los siglos XIII al XVI, ilustraciones de Xosé Antón García González Ledo, Lugo, Deputación Provincial de Lugo, 1996.
Manual de heráldica española, Madrid, Aldaba, 1987.
El Mariscal Pardo de Cela, Lugo, Alvarellos, 1981.

### Obras editados y coordinadas
La peregrinación de la nobleza en la Edad Media, Santiago de Compostela, Real Asociación de Hidalgos de España, 2021.
Mujeres con poder en la Galicia medieval (siglos XIII-XV). Estudios, biografías y documentos, Santiago de Compostela, Instituto de Estudios Gallegos Padre Sarmiento, Consejo Superior de Investigaciones Científicas, 2017 [Anejo 44 de Cuadernos de Estudios Gallegos].
Judíos y conversos. Relaciones de poder en Galicia y en los reinos hispanos, Santiago de Compostela,  Instituto de Estudios Gallegos Padre Sarmiento, Consejo Superior de Investigaciones Científicas, 2017 [Monografías de Cuadernos de Estudios Gallegos, 15]. Edición con María Gloria de Antonio Rubio.
España y América. Un escenario común. Actas de la XI Reunión americana de Genealogía. Santiago de Compostela, 10 al 14 de septiembre de 2002, Santiago de Compostela, Instituto de Estudios Gallegos Padre Sarmiento; Consejo Superior de Investigaciones Científicas, 2005.
Linajes Galicianos de Pablo Pérez Constanti. Edición completa y ampliada de Eduardo Pardo de Guevara y Valdés, Santiago de Compostela, Ara Solis, Consorcio de Santiago, 1998.
Nobiliario de Reyno de Galicia, de Baltasar Porreño, Ediciones Boreal, 1997.

### Otras publicaciones destacadas
Linajes y armerías en el reino de Galicia (siglos XIII-XVI), Santiago de Compostela, Axencia Galega de Turismo - Xunta de Galicia, 2021. Lámina con 162 dibujos, mapa y textos. Edición disponible en español, gallego, portugués, alemán, inglés y francés. 
Su extensa producción científica y divulgativa ha dado lugar a más de un centenar de artículos y capítulos de libros, en su mayoría aparecidos en editoriales de prestigio y revistas especializadas, como Hispania, Anuario de Estudios Medievales, Hispania Sacra, Hidalguía, Medievalismo, Emblemata, Castillos de España, Anuario Brigantino, Lucensia, Museo de Pontevedra,etc.
Buena parte de estos trabajos son referenciados y/o están a disponibles en los perfiles del autor registrados en Digital.csic.es, Academia.edu, la Real Academia Matritense de Heráldica y Genealogía o el Instituto de Estudios Gallegos Padre Sarmiento.